# 劉誌軒
劉誌軒（1887年—1956年11月14日），字佩疇。廣東省南海縣人。民國37年（1948年）在僑居國外國民第四區〔古巴及其他西印度羣島〕當選第一屆立法委員。

## 生平[1][2]
- 中國國民黨駐古巴總支部監察委員會常務委員
- 中國國民黨駐古巴總支部執行委員會書記長
- 古巴中華總會舘總理
- 創辦古巴九江僑商公會及公醫院歷任常務委員
- 古巴龍岡總公所監察委員
- 民國45年11月14日病故[3]